# Jan Hellström
Jan Erik Hellström (Söderköping, 21 febbraio 1960) è un ex calciatore svedese.

## Palmarès

### Club

#### Competizioni nazionali
- Campionato svedese: 1

IFK Norrköping: 1989
- Coppa di Svezia: 3

IFK Norrköping: 1988, 1991, 1994

#### Competizioni internazionali
- Coppa Piano Karl Rappan: 1

IFK Norrköping: 1993